# ライフログ
ライフログ（英: lifelog）とは、人間の生活・行い・体験を、映像・音声・位置情報などのデジタルデータとして記録する技術、あるいは記録自体のこと。

## 概要
ライフログとは、人間の生活を長期間に渡りデジタルデータとして記録すること、またその記録自体を指す。
近年、ライフログという言葉が広く社会的に認知されつつあり、例えばブログのような日記の類もライフログと呼ばれることがある。
ライフログには、ユーザが自分で操作して記録する手動記録と，外部デバイスにより自動的に記録する自動記録がある。
前者の手動記録は、詳細で自由度の高い記録が可能であり、ブログやメモなどのように記録にユーザの主観的意見を含めることができるが、ユーザ操作を伴うため記録負担が大きい。
後者の自動記録は、ViconRevue（）のようなウェアラブルデバイスを装着して、画像・動画・音声・位置情報といったデータを常時記録するというものである。
ユーザの記録負担は小さいが、取得されるデータが限定されており、客観的なデータしか取得することができない。
ライフログにはインターネット上で検索を行うなど、ユーザーの操作により記録されるものと、携帯電話のGPS機能などにより自動的に記録されるものがある。これら情報技術の利用履歴と携帯電話などからの「誰が、いつ、どこで」という情報を組み合わせることで、各ユーザーに対して効果的な提案（表示など）、付加価値の向上が望めるとされており、2010年現在、各社が参入を始めている。その一方、総務省下のワーキンググループ（作業部会）による平成21年度の報告では、個人情報保護法制等を考慮したルール作りの必要性・緊急性が言及されている。

## 歴史
日常体験記録という発想の原型は、1945年までさかのぼる。米国の科学技術政策の転換を促した「ブッシュ・レポート」の編者として有名なコンピュータ技術者ヴァネヴァー・ブッシュが提唱したシステム「Memex」である。Memexは、個人の蔵書や記録などをすべて保存した上で、人間の記憶システムと同じようにデータを互いに関連付けて記録することで、素早い検索が可能になるとした。この発想がWWWサイトなどに使われる「ハイパーテキスト」の原型になったといわれる。
また、ライフログの代表的な研究としては、Microsoftが2002年から行っていた「MyLifeBits Project」がある。MyLifeBitsでは、メール、閲覧したウェブサイト、紙書類のスキャンデータ、画像、音声データ、本、音楽CDを対象として、それらを記録するのに必要な記録媒体の一人あたりの容量は、5年間で約80GB（ギガバイト）になると試算されている。最近の研究ではこれまでに蓄積したデータを分析して、一生を記録するには約3TB（テラバイト）の容量が必要であるとしている。 また、小型のカメラやGPSなどの各種センサを身につけて、常時記録する研究や、屋内にカメラや各種センサを取り付けて、対象者を常時記録する研究もされている。このような映像データを常時記録する研究では、記録容量が桁違いに大きくなる。1日あたり、生データで500GBにも上るという。
日本においては、東京大学情報理工学研究科の相澤清晴教授が2003年に「ライフログビデオ」という、小型なカメラにより個人の体験を記録し続けるシステムの研究を始め、数多くの論文を発表している。また、2010年には「FoodLog」という日々の食事を画像として解析するものや、2011年には「DressLog」という個人の衣服選択を補助するものなど、より高度な処理を志向した特定行動限定のライフログシステムを提案している。

## 主なライフログサービス
- Life-X (ライフ・エックス)
- FoodLog
- 読書ログ
- 映画ログ
- 食べログ
- 地図ログ
- ブクログ
- ねむログ
- gooからだログ
- ゲームメーター
- profile passport
- 読書メーター
- ALIVE -生きている証を残すプロジェクト-